# ITF Leipzig
Das ITF Leipzig (offiziell: Leipzig Open) ist ein Tennisturnier des ITF Women’s Circuit, das in Leipzig ausgetragen wird.
→ siehe: Leipzig Open

## Siegerliste

### Einzel
| Jahr                     | Siegerin            | Finalgegnerin     | Ergebnis       |
| ------------------------ | ------------------- | ----------------- | -------------- |
| ↓ Kategorie: $15.000 ↓   |                     |                   |                |
| 2014                     | Rebecca Šramková    | Petra Uberalová   | 6:4, 3:6, 6:2  |
| 2015                     | Walerija Strachowa  | Jesika Malečková  | 7:67, 6:1      |
| ↓ Kategorie: $25.000 ↓   |                     |                   |                |
| 2016                     | Olessja Perwuschina | Julia Grabher     | 7:64, 3:6, 7:5 |
| 2017                     | Magdalena Fręch     | Richèl Hogenkamp  | 6:2, 7:63      |
| 2018                     | Warwara Flink       | Julia Grabher     | 6:3, 6:2       |
| ↓ Kategorie: $25.000+H ↓ |                     |                   |                |
| 2019                     | Jule Niemeier       | Katharina Gerlach | 6:3, 6:3       |
| 2022                     | Nina Potočnik       | Mara Guth         | 4:6, 6:2, 7:5  |
| 2023                     | Brenda Fruhvirtová  | Darja Astachowa   | 6:3, 6:3       |
| ↓ Kategorie: W35+H ↓     |                     |                   |                |
| 2024                     | Alewtina Ibragimowa | Alexandra Vecic   | 6:2, 1:6, 6:2  |
| ↓ Kategorie: W50+H ↓     |                     |                   |                |
| 2025                     | Alissa Oktjabrewa   | Tessa Brockmann   | 6:4, 6:2       |

### Doppel
| Jahr                     | Siegerinnen                            | Finalgegnerinnen                         | Ergebnis          |
| ------------------------ | -------------------------------------- | ---------------------------------------- | ----------------- |
| ↓ Kategorie: $15.000 ↓   |                                        |                                          |                   |
| 2014                     | Olga Doroschina Conny Perrin           | Diana Bogoliy Polina Leikina             | 7:5, 6:4          |
| 2015                     | Priscilla Hon Jil Belen Teichmann      | Pia König Conny Perrin                   | 6:1, 6:4          |
| ↓ Kategorie: $25.000 ↓   |                                        |                                          |                   |
| 2016                     | Nicola Geuer Anna Klasen               | Michaela Hončová Olha Jantschuk          | 7:64, 7:5         |
| 2017                     | Walentina Iwachnenko Lidsija Marosawa  | Tereza Mrdeža Ankita Raina               | 6:2, 6:1          |
| 2018                     | Cristina Dinu Hanna Posnichirenko      | Petra Krejsová Jesika Malečková          | 4:6, 6:0, [10:5]  |
| ↓ Kategorie: $25.000+H ↓ |                                        |                                          |                   |
| 2019                     | Petra Krejsová Jesika Malečková        | Anna Danilina Vivian Heisen              | 4:6, 6:3, [10:6]  |
| 2022                     | Noma Noha Akugue Ella Seidel           | Tea Lukic Joëlle Steur                   | 6:0, 7:5          |
| 2023                     | Estelle Cascino Seone Mendez           | Julija Awdejewa Arina Gabriela Vasilescu | 6:2, 64:7, [10:8] |
| ↓ Kategorie: W35+H ↓     |                                        |                                          |                   |
| 2024                     | Ekaterine Gorgodse Katharina Hobgarski | Denisa Hindová Julie Štruplová           | 6:2, 3:6, [10:8]  |
| ↓ Kategorie: W50+H ↓     |                                        |                                          |                   |
| 2025                     | Park So-hyun Peangtarn Plipuech        | Lola Giza Isabella Schinikowa            | 6:1, 6:4          |

## Quelle
- ITF Homepage

2014 |
2015 |
2016 |
2017 |
2018 |
2019 |
2020–2021 |
2022 |
2023 |
2024